# Mochlonyx fuliginosa
Mochlonyx fuliginosa is een muggensoort uit de familie van de pluimmuggen (Chaoboridae). De wetenschappelijke naam van de soort is voor het eerst geldig gepubliceerd in 1905 door Felt.